# Zbiornik Kołymski
Zbiornik Kołymski (ros. Колымское водохранилище) – zbiornik wodny w azjatyckiej części Rosji (obwód magadański) na Kołymie.
Leży w południowej części Gór Czerskiego; powierzchnia 441 km²; długość (wzdłuż Kołymy) 148 km, szerokość do 6 km; głębokość do 120 m; pojemność całkowita 14,56 km³. Powstał w wyniku zbudowania zapory Kołymskiej Elektrowni Wodnej; pierwszy raz całkowicie wypełniony w 1989 r. Wykorzystywany do celów energetycznych; regulacji przepływu rzeki i żeglugi.